# Lalendorf
Lalendorf település Németországban, Mecklenburg-Elő-Pomeránia tartományban, a Krakow am See községi körhöz tartozik. Lakosainak száma 3537 fő (2023. december 31.).

## A település részei
Lalendorf kívül a településhez  tártozik:
| - Alt Krassow - Bansow - Bergfeld - Carlsdorf - Dersentin | - Friedrichshagen - Gremmelin - Klaber - Krevtsee - Langhagen | - Lübsee - Mamerow - Neu Krassow - Neu Zierhagen - Niegleve | - Nienhagen - Raden - Reinshagen - Roggow - Rothspalk | - Schlieffenberg - Tolzin - Vietgest - Vogelsang - Wattmannshagen |

## Galéria

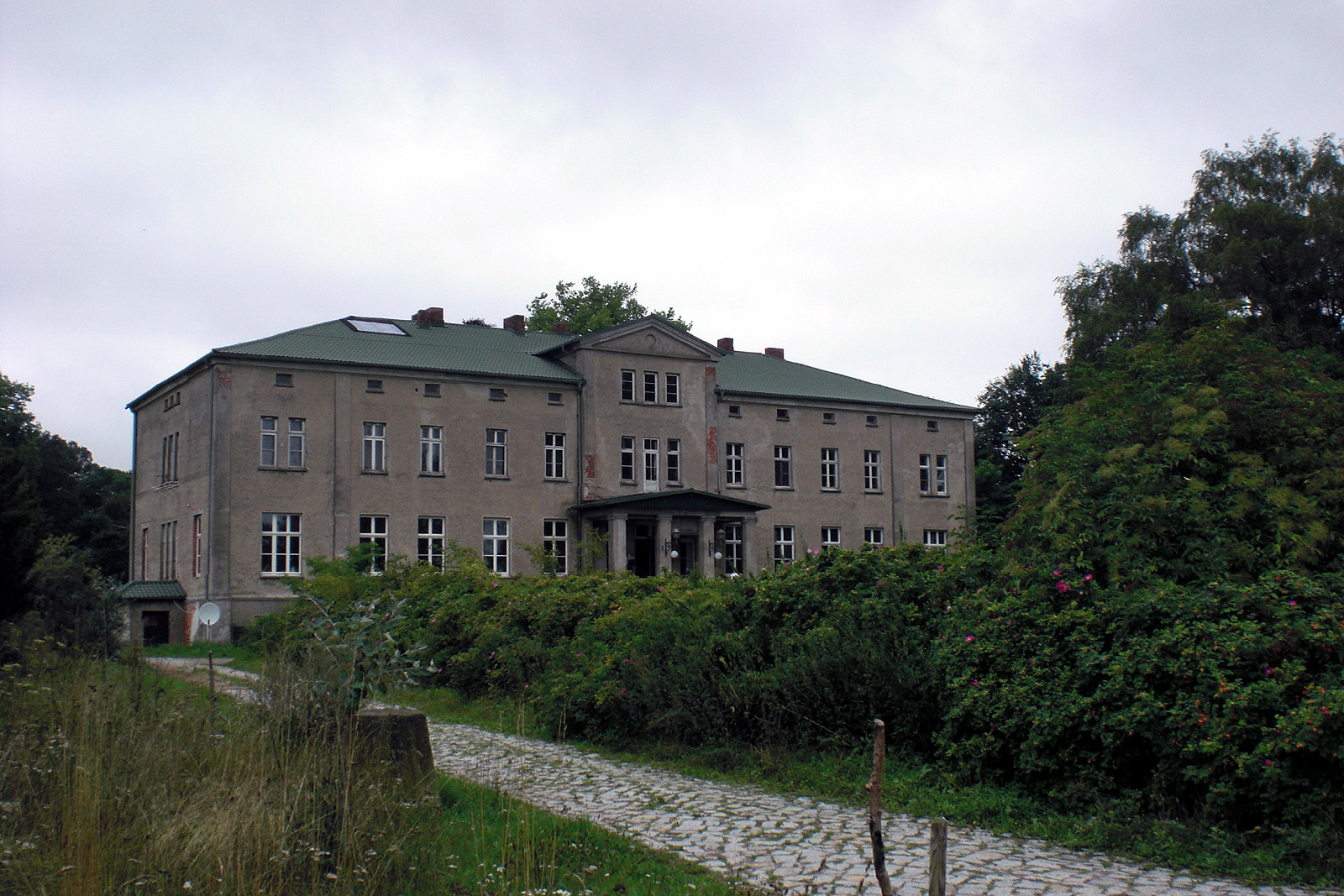
Dersentin
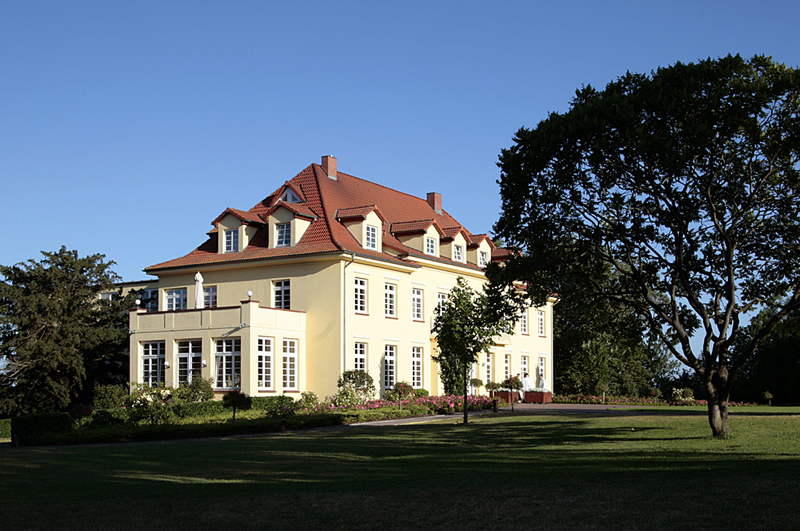
Gremmelin
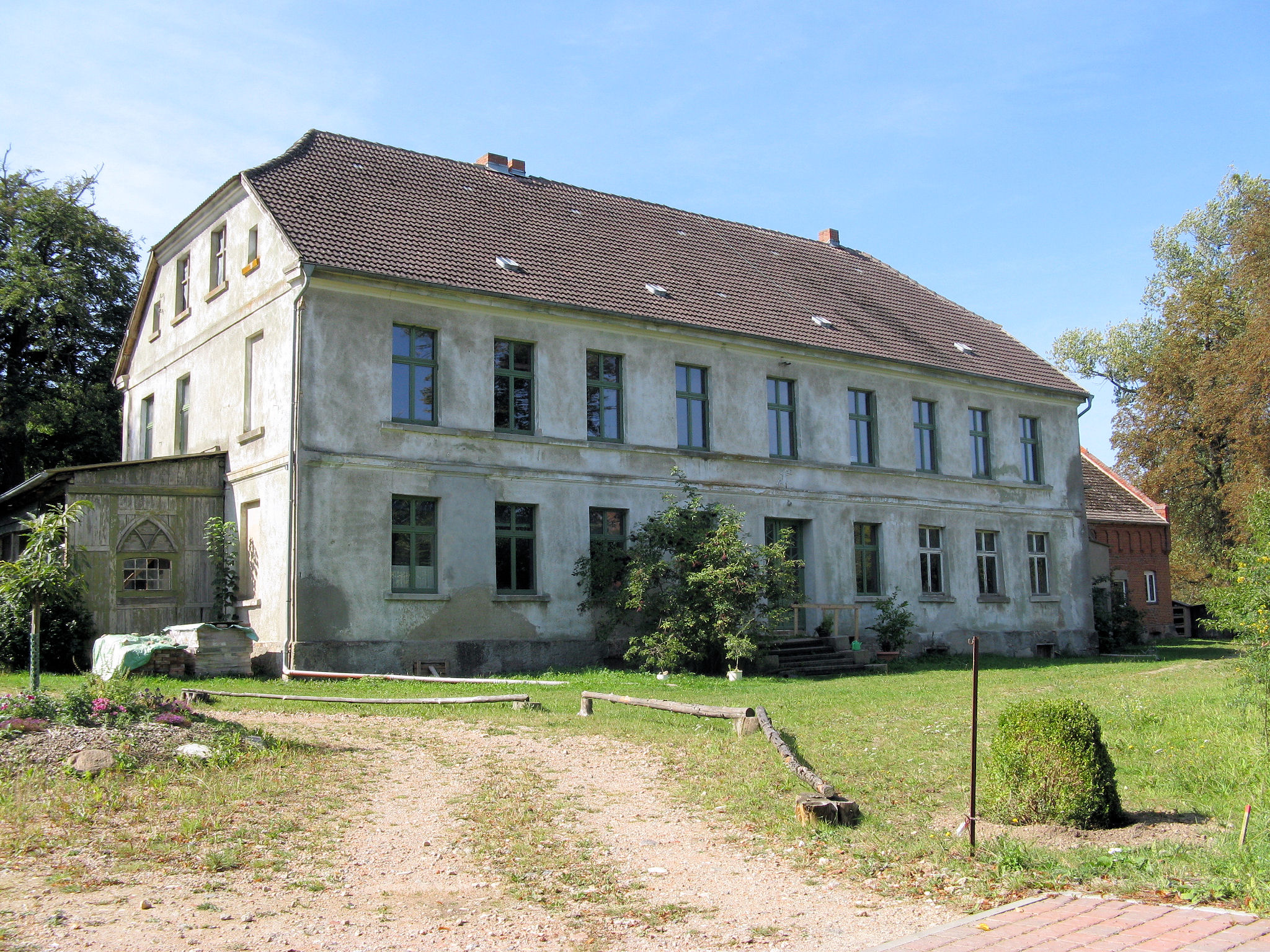
Klaber
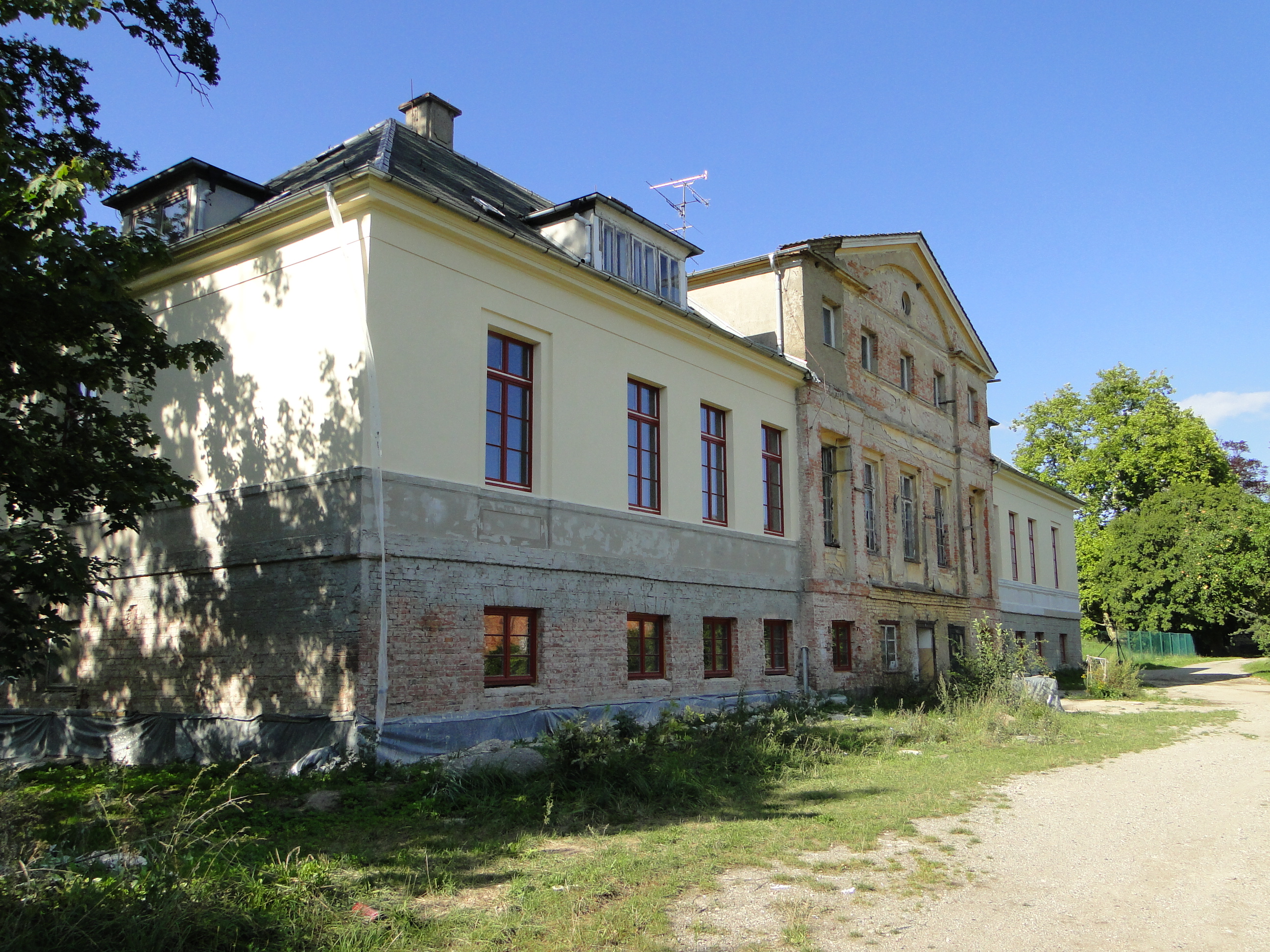
Rothspalk
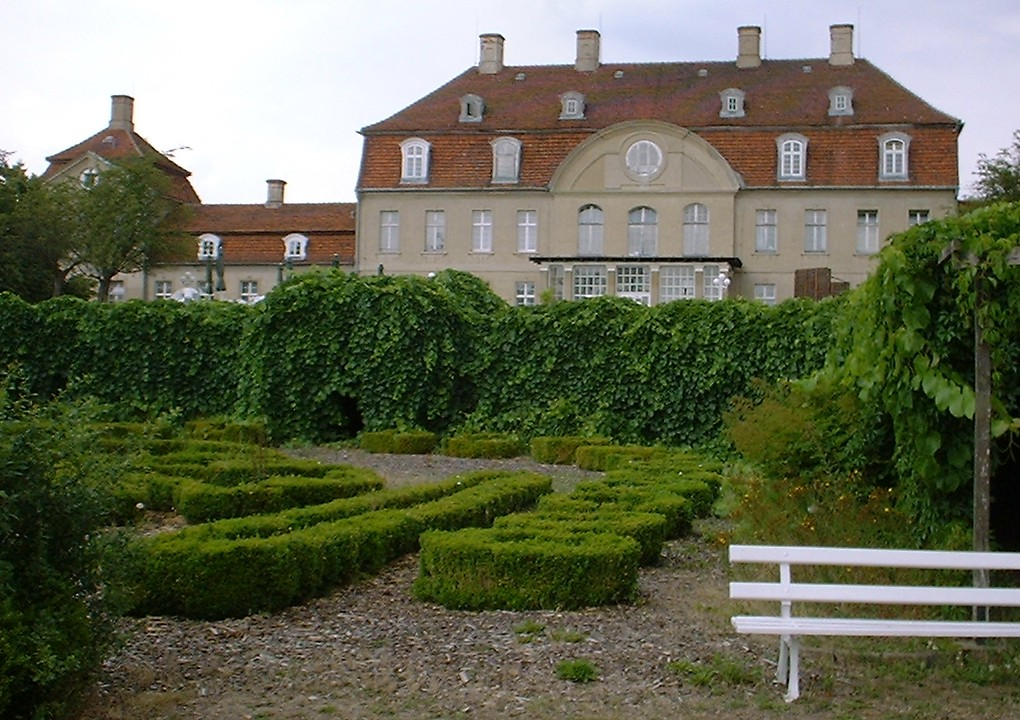
Vietgest
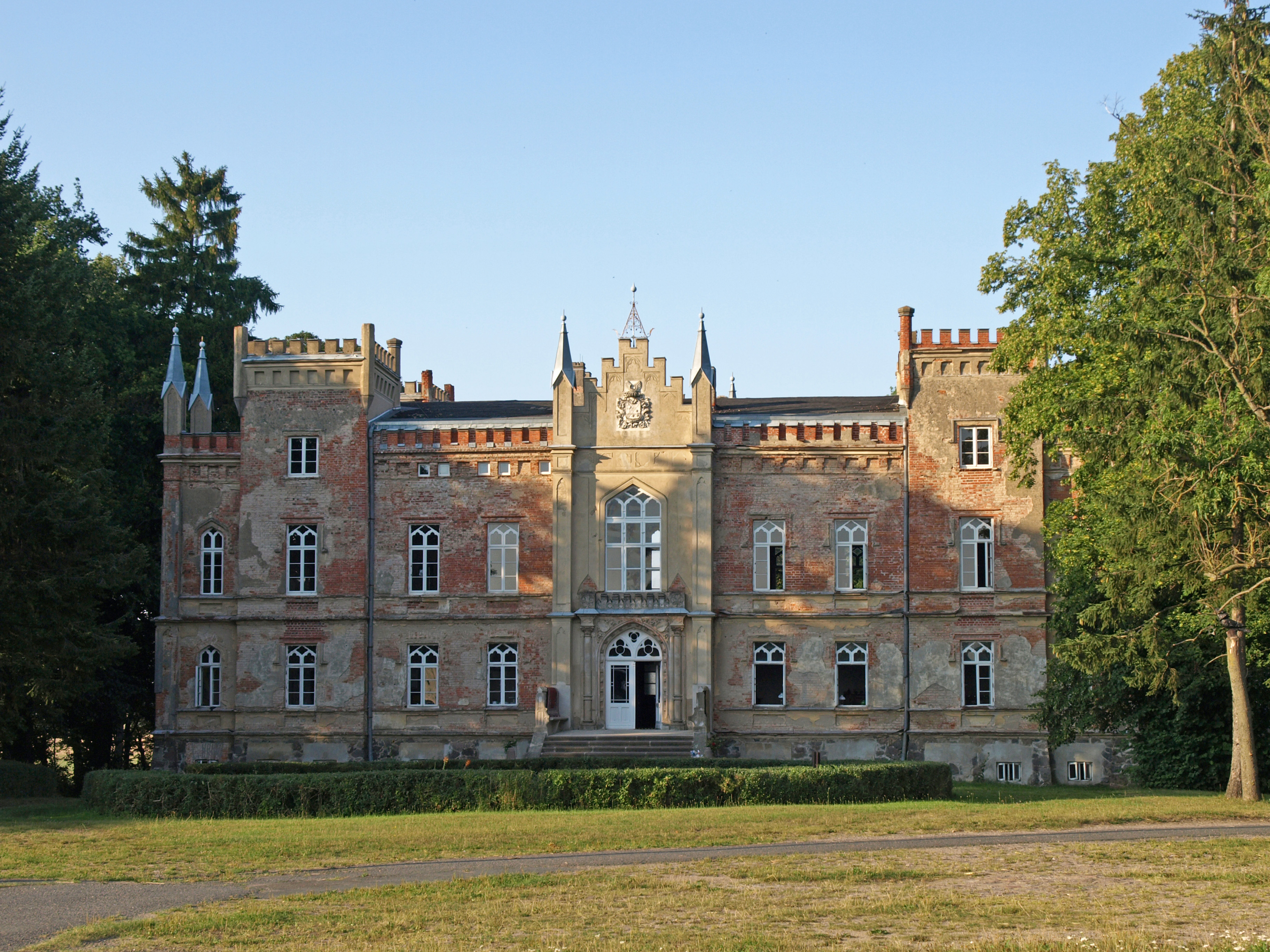
Vogelsang
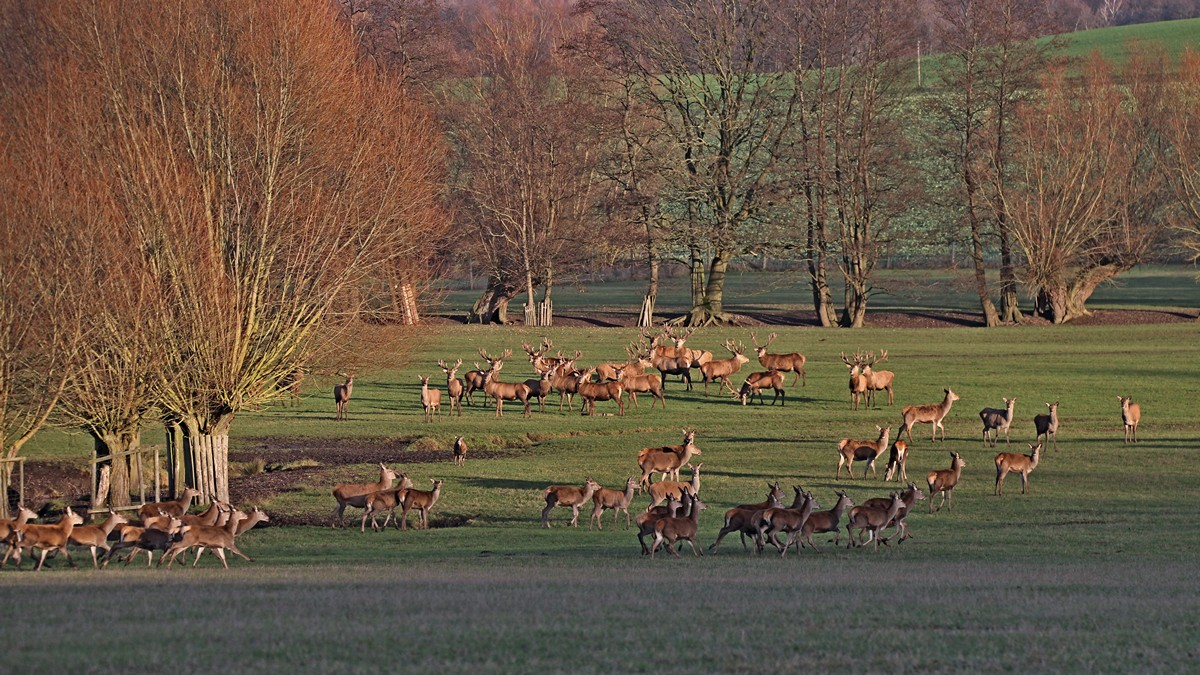
A vadaspark Mamerow-ban
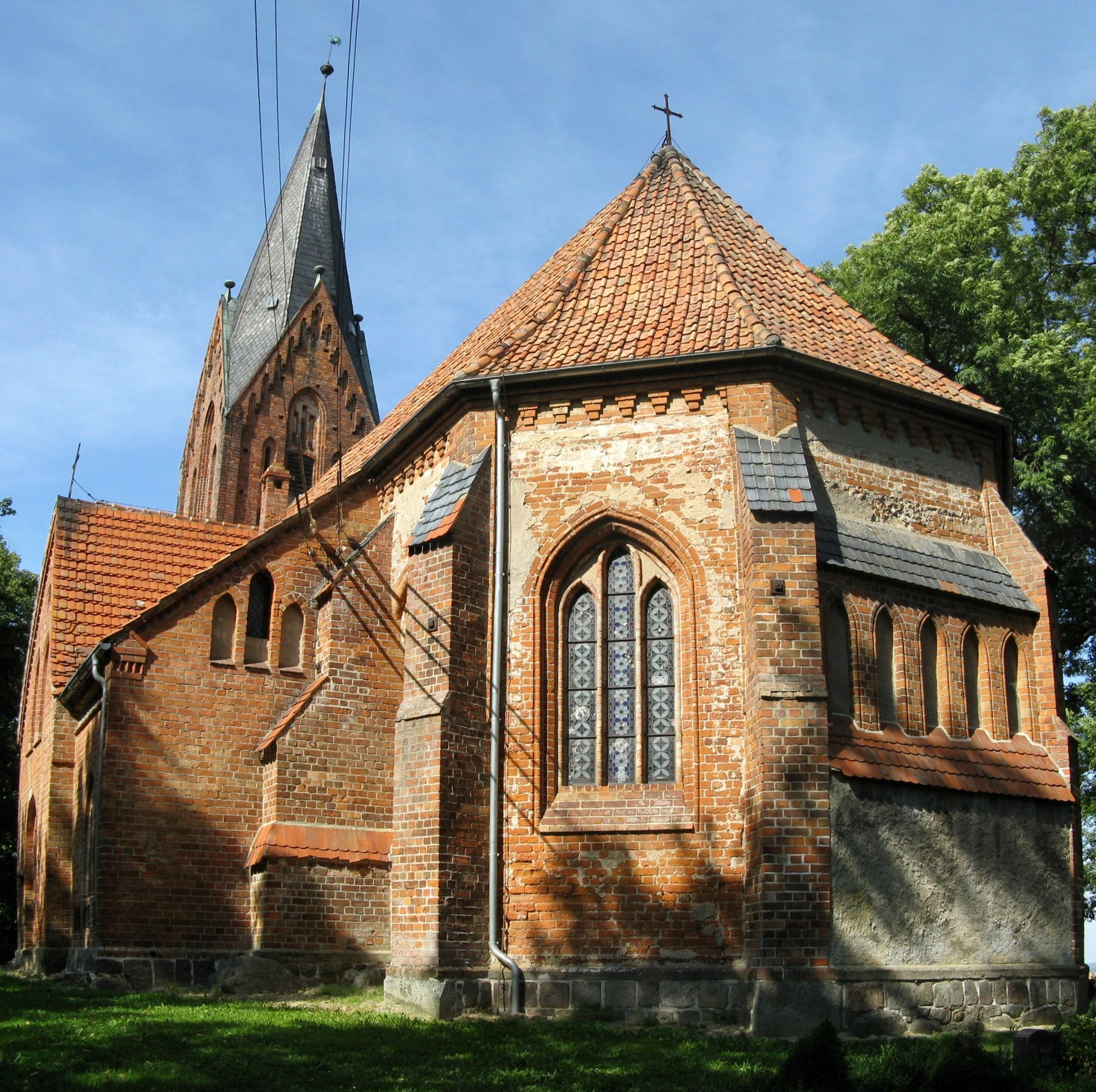
Klaber
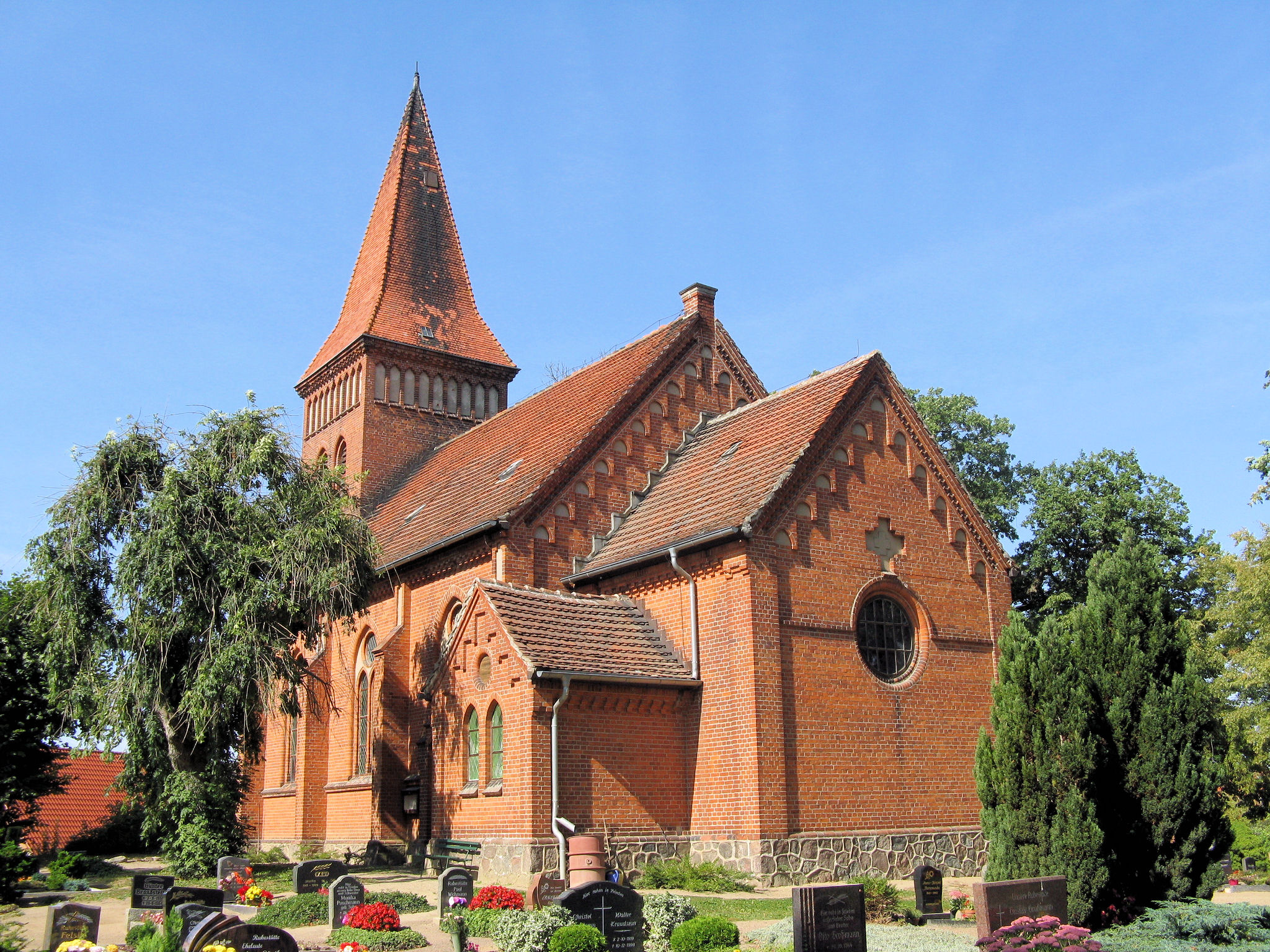
Langhagen
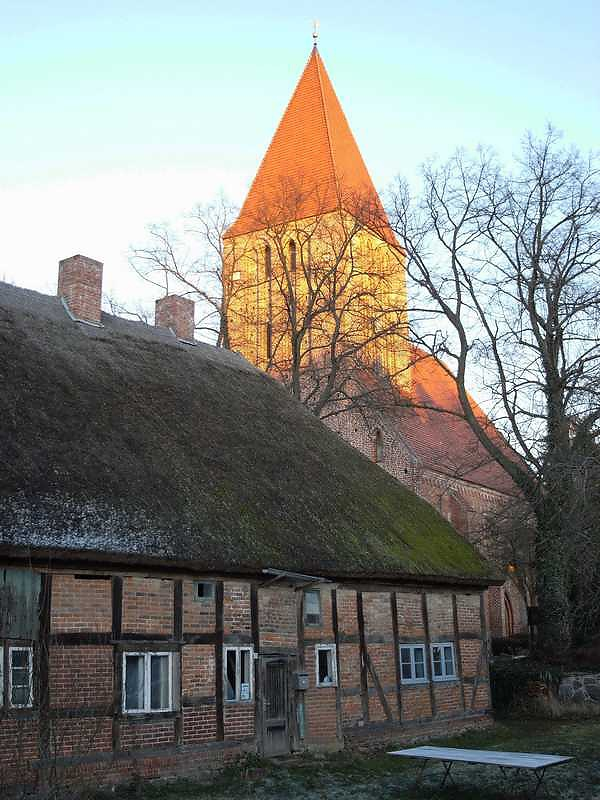
Reinshagen
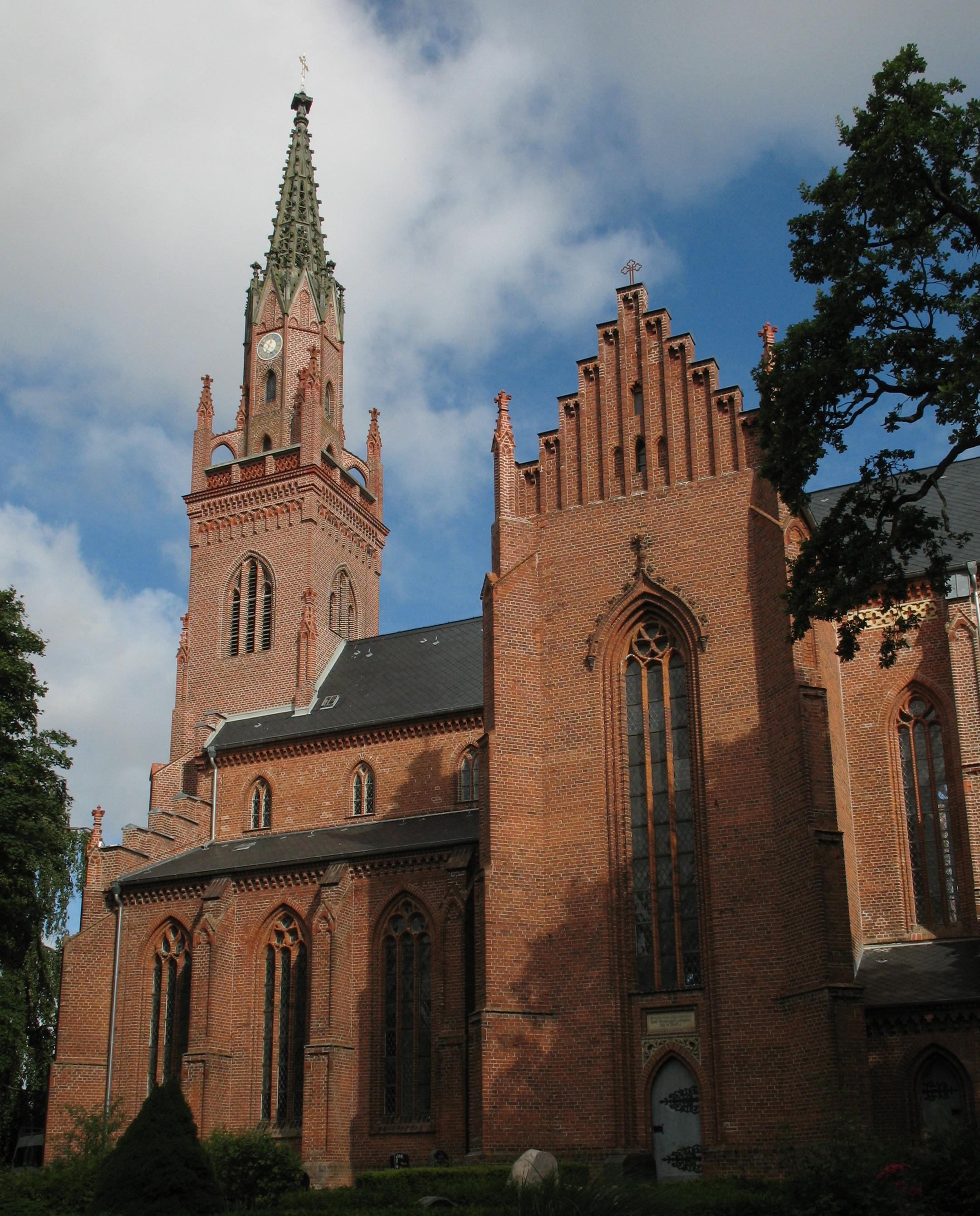
Schlieffenberg
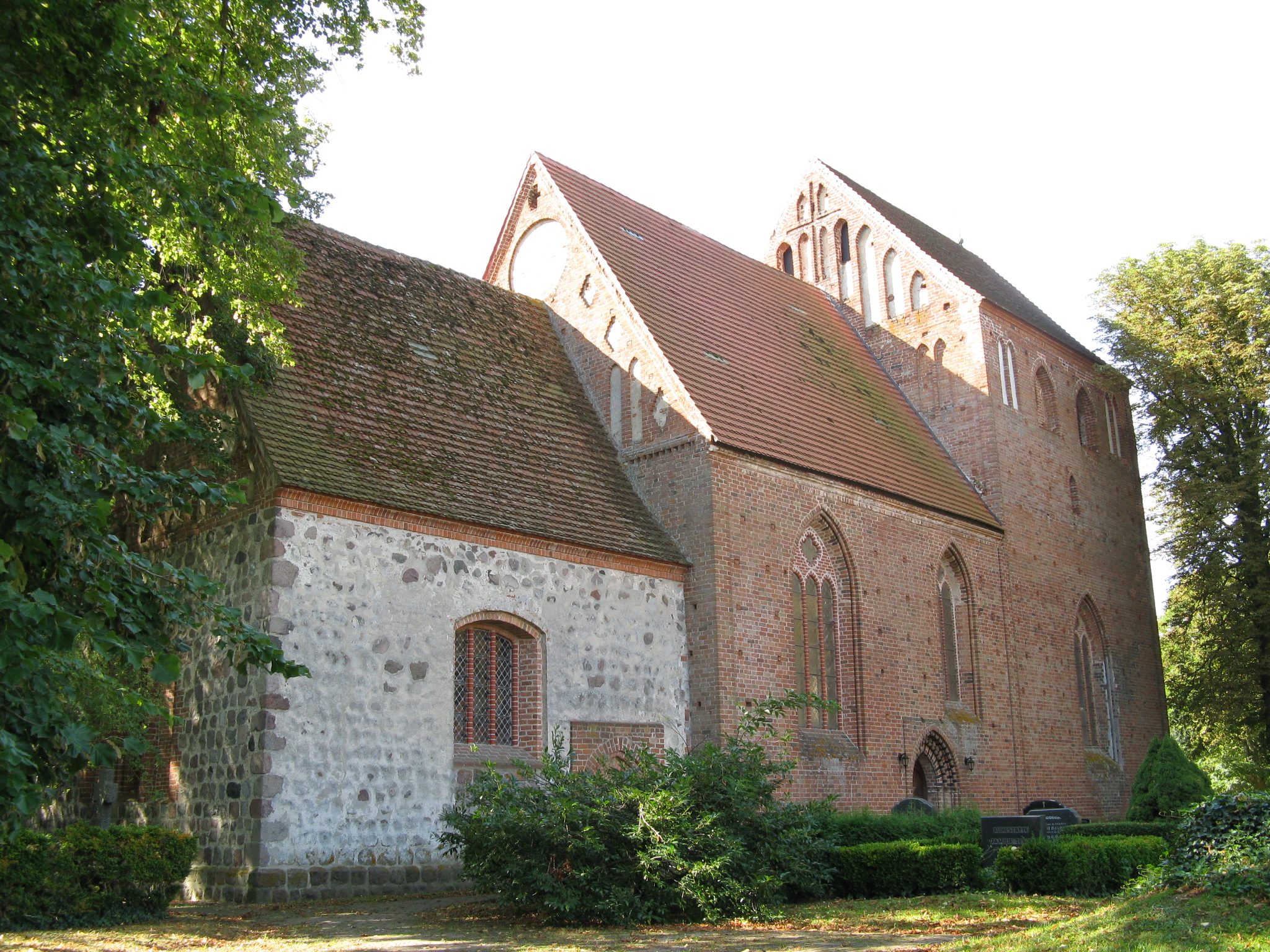
Wattmannshagen
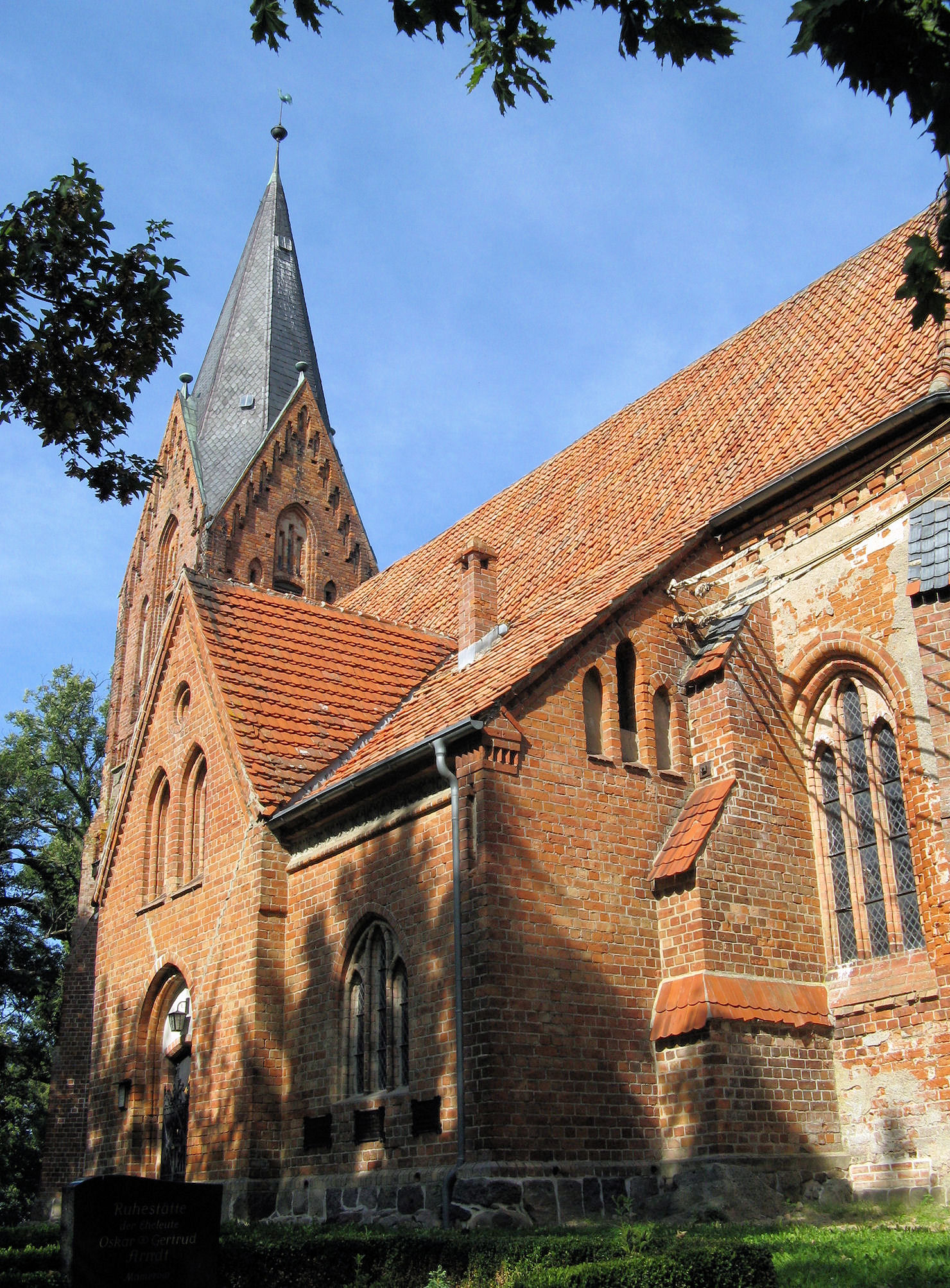
Klaber
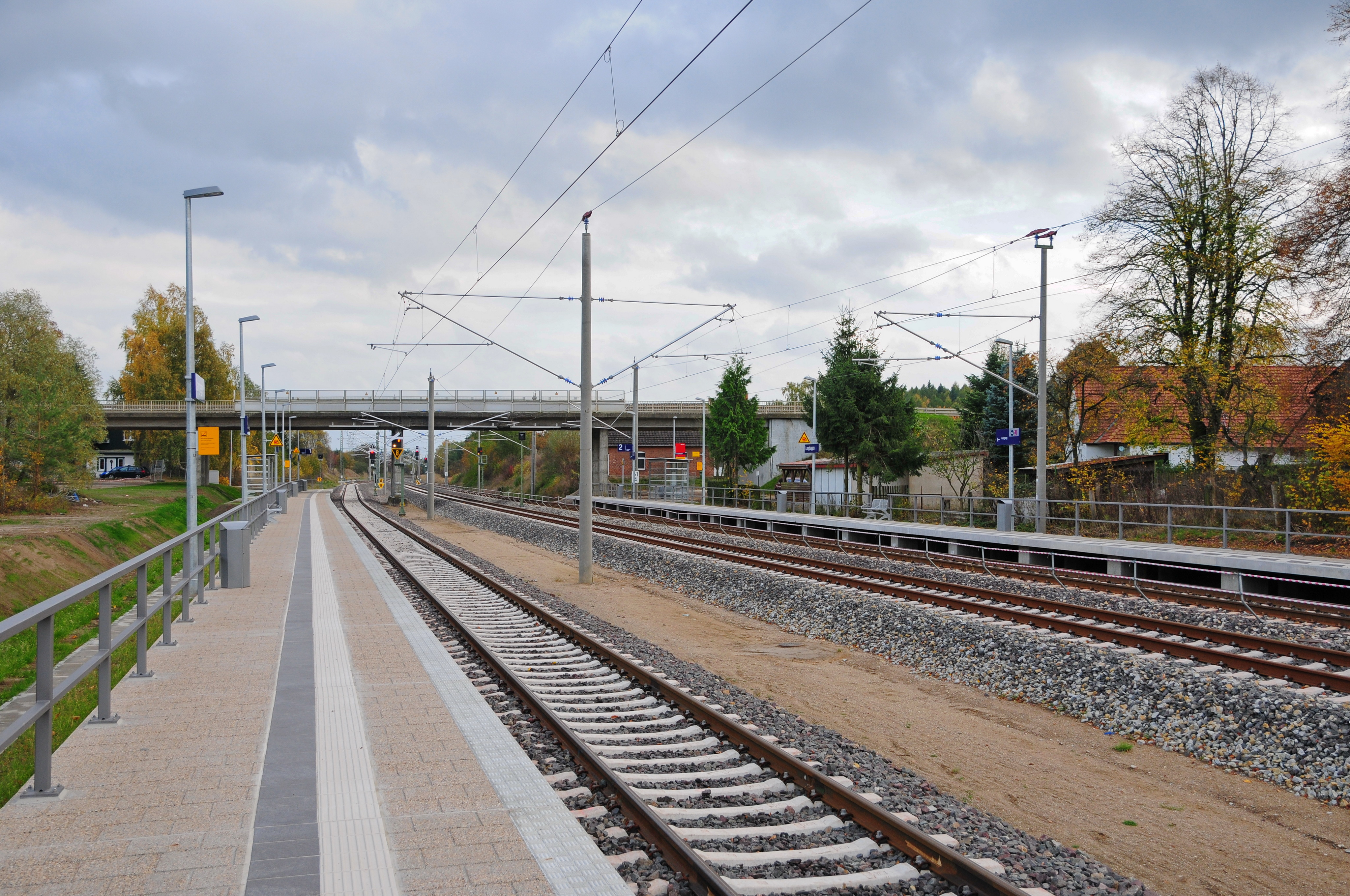
A  langhageni vasúti állomás
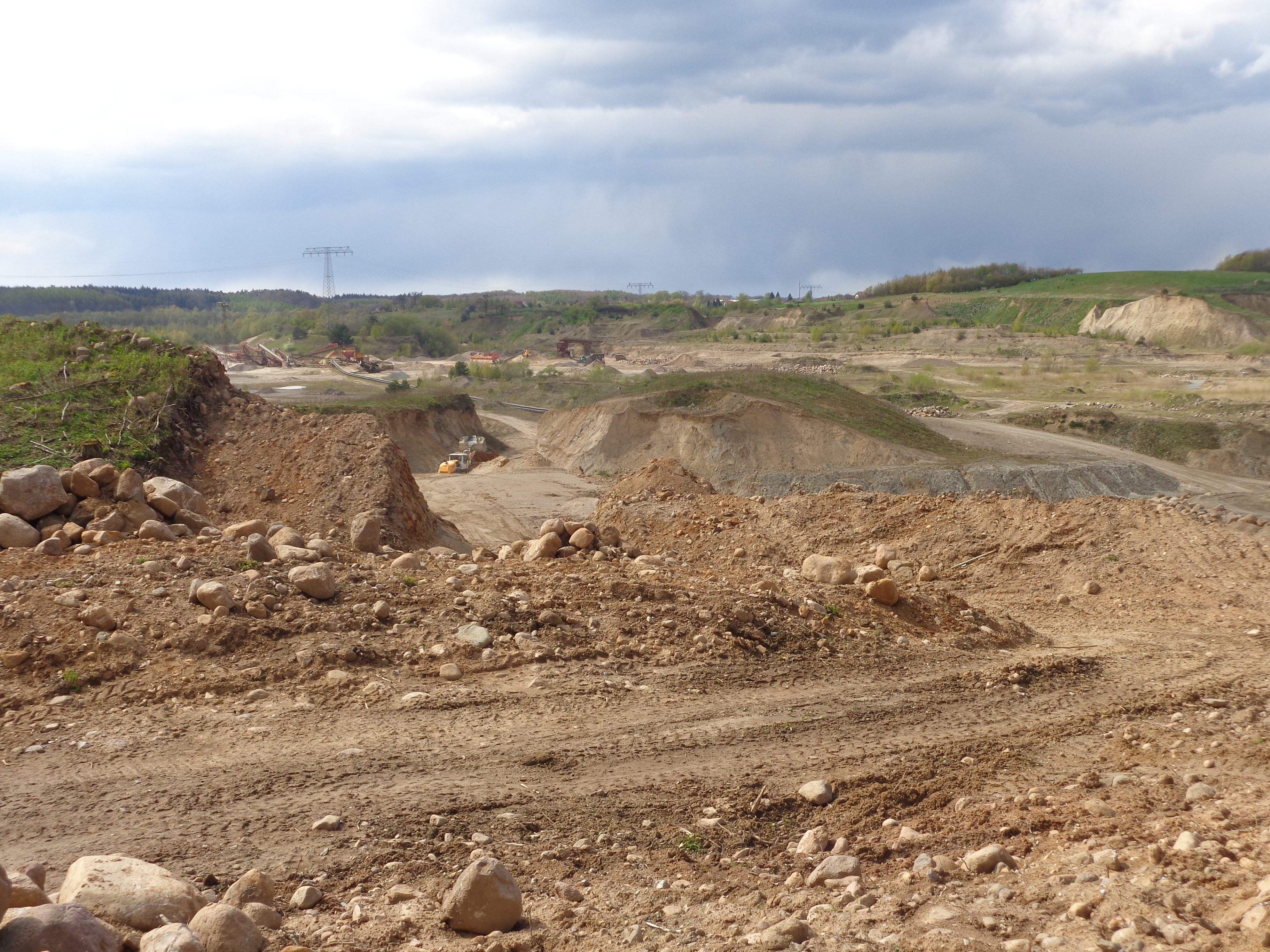
A kavicsbánya Langhagen mellett

## Népesség
A település népességének változása:
| Lakosok száma | 3491 | 3528 | 3533 | 3542 | 3537 |
|               | 2017 | 2019 | 2021 | 2022 | 2023 |

## Lalendorfhoz kötődő hírességek
- Adam Otto von Viereck (1684–1758), porosz államminiszter, Wattmannshagenben született
- Luise Algenstaedt (1861–1947), írónő, Wattmannshagenben született